# Resul Hojaýew
Resul Hojaýew (Bäherden, 7 gennaio 1997) è un calciatore turkmeno, centrocampista dell'Arkadag e della Nazionale turkmena.

## Carriera

### Club
Ha giocato nella prima divisione turkmena.

### Nazionale
Con la nazionale turkmena ha preso parte alla Coppa d'Asia 2019.

## Statistiche

### Cronologia presenze e reti in nazionale
| Cronologia completa delle presenze e delle reti in nazionale ― Turkmenistan | Cronologia completa delle presenze e delle reti in nazionale ― Turkmenistan | Cronologia completa delle presenze e delle reti in nazionale ― Turkmenistan | Cronologia completa delle presenze e delle reti in nazionale ― Turkmenistan | Cronologia completa delle presenze e delle reti in nazionale ― Turkmenistan | Cronologia completa delle presenze e delle reti in nazionale ― Turkmenistan | Cronologia completa delle presenze e delle reti in nazionale ― Turkmenistan | Cronologia completa delle presenze e delle reti in nazionale ― Turkmenistan |
| Data                                                                        | Città                                                                       | In casa                                                                     | Risultato                                                                   | Ospiti                                                                      | Competizione                                                                | Reti                                                                        | Note                                                                        |
| --------------------------------------------------------------------------- | --------------------------------------------------------------------------- | --------------------------------------------------------------------------- | --------------------------------------------------------------------------- | --------------------------------------------------------------------------- | --------------------------------------------------------------------------- | --------------------------------------------------------------------------- | --------------------------------------------------------------------------- |
| 23-8-2017                                                                   | Doha                                                                        | Qatar                                                                       | 2 – 1                                                                       | Turkmenistan                                                                | Amichevole                                                                  | 1                                                                           | 67’                                                                         |
| 9-1-2019                                                                    | Abu Dhabi                                                                   | Giappone                                                                    | 3 – 2                                                                       | Turkmenistan                                                                | Coppa d'Asia 2019 - 1º turno                                                | -                                                                           |                                                                             |
| 13-1-2019                                                                   | Dubai                                                                       | Turkmenistan                                                                | 0 – 4                                                                       | Uzbekistan                                                                  | Coppa d'Asia 2019 - 1º turno                                                | -                                                                           |                                                                             |
| 17-1-2019                                                                   | Abu Dhabi                                                                   | Oman                                                                        | 3 – 1                                                                       | Turkmenistan                                                                | Coppa d'Asia 2019 - 1º turno                                                | -                                                                           | 46’                                                                         |
| Totale                                                                      |                                                                             | Presenze                                                                    | 4                                                                           |                                                                             | Reti                                                                        | 1                                                                           |                                                                             |

## Palmarès

### Club

#### Competizioni nazionali
- Ýokary Liga: 9

Altyn Asyr: 2014, 2015, 2016, 2017, 2018, 2019, 2020
Arkadag: 2023, 2024
- Coppa del Turkmenistan: 6

ALtyn Asyr: 2015, 2016, 2019, 2020
Arkadag: 2023, 2024
- Supercoppa del Turkmenistan: 6

Altyn Asyr: 2016, 2017, 2018, 2019, 2020
Arkadag: 2024

#### Competizioni internazionali
- AFC Challenge League: 1

Arkadag: 2024-2025